# Jānis Strēlnieks
Jānis Strēlnieks (Talsi, 1 de septiembre de 1989) es un baloncestista letón que pertenece a la plantilla del Obradoiro CAB de la Liga Endesa. Con 1,91 metros de estatura, juega en la posición de base y escolta.

## Trayectoria deportiva
Comenzó su carrera deportiva en 2007 en BK Ventspils de su país, donde jugó cuatro temporadas, las dos primeras de ellas jugando también en el equipo junior. En 2010 lo quiso fichar el equipo esloveno del KK Olimpija, entrenado por Jure Zdovc, pero el Ventspils no quiso deshacerse del jugador. Después de aquello, en noviembre de 2011, Strēlnieks tuvo la oportunidad de jugar para Zdovc, que había firmado con el BC Spartak de San Petersburgo, por lo que rompió el contrato con el equipo de su país para ir a jugar a la VTB United League. En su primera temporada en el equipo ruso promedió en todas las competiciones en las que participó 6,5 puntos y 2,3 asistencias por partido.
En 2013 firmó por dos temporadas con el BC Budivelnyk. jugó una muy buena temporada, promediando 10,6 puntos y 4,7 asistencias por partido, participando por vez primera en la Euroliga y ganando la Superliga de Ucrania, pero la inestable situación política del país hizo que tras esa primera temporada dejase el equipo.
En julio de 2014 firmó por el Brose Bamberg alemán, y en su primera temporada consiguieron el título de liga.
El 29 de julio de 2021, firma por el Zalgiris Kaunas de la VTB United League.
En la temporada 2022-23, firma por el AEK BC de la A1 Ethniki, la primera división del baloncesto en Grecia.
En la temporada 2023-24, firma por el Scafati Basket de la Lega Basket Serie A, la primera división del baloncesto en Italia.
El 14 de febrero de 2024, tras haberse desvinculado del Scalfati Basket, firma por el Obradoiro CAB de la Liga Endesa hasta el final de la propia temporada 2023-24.

### Selección nacional
En 2007 ganó la medalla de bronce en el Europeo Sub-18 celebrado en Madrid, siendo el autor de la canasta decisiva que les dio el tercer puesto superando a Lituania.
Con la selección absoluta ha participado en tres Eurobasket, en las ediciones de 2011, 2013 y 2015, obteniendo su mejor clasificación en este último, octavos, promediando 9,1 puntos y 5,4 asistencias por partido.